# Будівля Державного зібрання Словенії
Будівля Державного зібрання Словенії (словен. Stavba Državnega zbora Republike Slovenije, також словен. Palača slovenskega
parlamenta) — адміністративна будівля в місті Любляна, у якій розташовано парламент.

## Будівля
- Роки будівництва: 1954 — 1959
- Архітектор — Вінко Гланц (словен. arh. Vinko Glanz)
- Архітектурний стиль — модернізм
- Розташування — вул. Шубіча, 4, Любляна, Словенія (словен. Šubičeva ulica 4, 1000 Ljubljana, Slovenia)
- Сучасне використання — Державне зібрання Словенії.